# Виден (Виена)
 Тази статия е за окръга на Виена.  За селото в България вижте Виден.  
Виден (на немски: Wieden) е четвъртият окръг на Виена. Населението му е 33 278 жители (по приблизителна оценка от януари 2019 г.).

## Подразделения
- Виден
- Хунгелбрун
- Шаумбургергрунд